# Gamla Kungliga Palatset
Gamla Kungliga Palatset är ett palats beläget i Greklands huvudstad Aten. Palatset inrymmer sedan 1934 Greklands lagstiftande församling, det Hellenska parlamentet. 
Det uppfördes 1843, och fungerade som den huvudresidens för Greklands kungar fram till uppförandet av det Nya Kungliga Palatset 1909, som sedan fungerade som kungligt residens till avskaffandet av monarkin på 1970-talet.